# Anthony Joseph Bevilacqua
Anthony Joseph Bevilacqua, ameriški duhovnik, škof in kardinal, * 17. junij 1923, Brooklyn, New York, ZDA, † 31. januar 2012, Wynnewood, Pennsylvania, ZDA.

## Življenjepis
11. junija 1949 je prejel duhovniško posvečenje.
7. oktobra 1980 je bil imenovan za pomožnega škofa Brooklyna in za naslovnega škofa Aquae Albae in Byzacena. Škofovsko posvečenje je prejel 24. novembra istega leta.
7. oktobra 1983 je bil imenovan za škofa Pittsburgha in 12. decembra istega leta je bil ustoličen.
8. decembra 1987 je bil imenovan za nadškofa Philadelphie in ustoličen je bil 11. februarja 1988. S tega položaja se je upokojil 15. julija 2003.
28. junija 1991 je bil povzdignjen v kardinala in imenovan za kardinal-duhovnika SS. Redentore e S. Alfonso in Via Merulana.